# Wilhelm Menne
Wilhelm "Willi" Menne (født 11. august 1910 i Würzburg, død 27. marts 1945 i Trenčín, Tjekkoslovakiet) var en tysk roer og olympisk guldvinder.
Menne roede for den lokale klub, Würzburger RV, og han roede først otter, som han blev tysk mester i i 1933. Han skiftede derpå til firer uden styrmand og blev tysk mester i denne båd 1934-1936, ligesom båden blev europamester i 1934, mens han i 1935 blev europamester i firer med styrmand.
Europamestrene fra 1934 var foruden Menne Rudolf Eckstein, Martin Karl og Toni Rom, og de blev udtaget til OL 1936 i Berlin. Her vandt de deres indledende heat i ny olympisk rekordtid, og i finalen var schweizerne regnet som deres største konkurrenter, men den schweiziske besætning var udmattede, idet de også roede både firer med styrmand og otter ved legene, så kampen om guldet kom til at stå mellem Tyskland og Storbritannien. Briterne gav tyskerne en god kamp, men måtte nøjes med sølvet, næsten fem sekunder langsommere end tyskerne. Schweiz fik bronze.
Menne var under anden verdenskrig soldat i den tyske Wehrmacht, og han blev dræbt i slutfasen af krigen i Tjekkoslovakiet.

## OL-medaljer
- 1936:  Guld i firer uden styrmand